# Pendelwagen

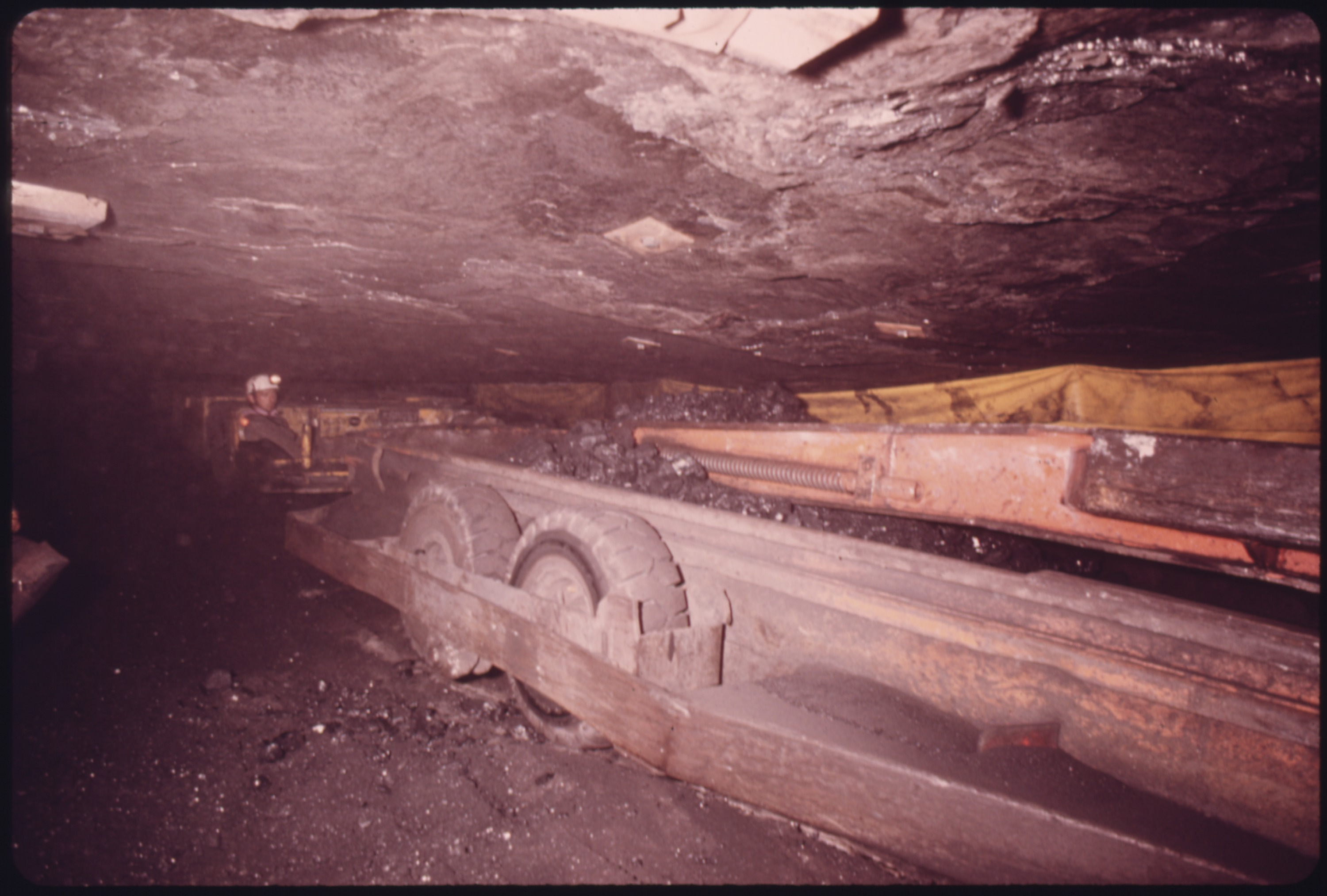
Pendelwagen

Ein Pendelwagen (englisch shuttle car) ist ein selbstentladendes Gleislosfahrzeug, das im Untertagebergbau zur Förderung der gewonnenen Erze, Kohle oder Salze eingesetzt wird. Die Pendelwagen zählen zu den Unstetig- bzw. Pendelförderern.

## Geschichte
Entwickelt wurden die shuttle cars in den 1930er Jahren in den USA. Die ersten Fahrzeuge wurden im Jahr 1938 in einem Kohlenbergwerk eingeführt, 1954 waren bereits 5000 Pendelwagen allein im nordamerikanischen Steinkohlenbergbau in der Abbauförderung im Einsatz. Durch den Einsatz dieser Fahrzeuge war es nicht mehr erforderlich, Gleise zu verlegen. Bei den ersten eingesetzten Pendelwagen handelte es sich um akkumulatorgetriebene Fahrzeuge. Später wurden dann auch Pendelwagen mit Kabelversorgung entwickelt und Untertage eingesetzt. Die Akkumulatorfahrzeuge wurden ab etwa 1950 ausrangiert.

## Aufbau
Ein Pendelwagen besteht aus einem Grundrahmen, in dessen Mitte die Last getragen wird. In der Mitte des Grundrahmens befindet sich ein Kratzkettenförderer, mit dem das Fördergut bewegt wird. An den Seiten des Fahrzeuges befindet sich dessen Antriebsmechanismus. Zur Fortbewegung wird das Fahrzeug entweder mit gummibereiften Rädern oder mit Raupenketten ausgestattet. Der Antrieb erfolgt mittels Diesel- oder Elektromotor. Elektrisch angetriebene Fahrzeuge werden entweder durch Akkumulatoren oder über ein Schleppkabel mit Strom versorgt. Aufgrund ihrer begrenzten Kapazität werden Akkumulatorfahrzeuge heute kaum noch eingesetzt. Dieselfahrzeuge werden hauptsächlich außerhalb des Kohlebergbaus eingesetzt. In Kohlebergwerken kommen überwiegend Fahrzeuge mit Kabeltrommel zum Einsatz. Auf der Kabeltrommel können zwischen 152 und 244 Meter Kabel aufgewickelt werden. Die Kabellänge  bestimmt die maximale Reichweite des Fahrzeugs. Es gibt Fahrzeuge mit Gleich- und Drehstromantrieb. Der Sitz des Fahrers befindet sich seitlich am Fahrzeug. Es gibt unterschiedlich konstruierte Führerhäuser. Die meisten Fahrzeuge besitzen Führerhäuser mit zwei hintereinander, in umgekehrter Richtung angebrachten Sitzen. Allerdings haben diese Fahrzeuge nur ein Lenkrad. Zum Fahrtrichtungswechsel muss der Fahrer den Sitzplatz wechseln. Dadurch schaut er immer in Fahrtrichtung und kann nach dem Ladevorgang vorwärts fahren, ohne wenden zu müssen. Zum Bewegen des Fahrzeugs hat der Fahrer ein Fahrpedal und ein Bremspedal. Die Fahrzeuge sind zwischen 8 und 31,8 Tonnen schwer und bis 7 Meter lang. Durch den Einbau verschieden hoher Bracken können die Fahrzeuge unterschiedlich hohe Ladekapazitäten erreichen. Ihre Ladekapazität beträgt je nach Fahrzeug zwischen 4 und 15 m³, was bis zu 35 Tonnen entspricht.

## Einsatz
Bei ebenen Strecken werden eher Fahrzeuge mit Gleichstromantrieb verwendet. Bei Strecken mit einer Steigung von über 15 Gon bevorzugt man Fahrzeuge mit Wechselstromantrieb. Die Fahrzeuge pendeln zwischen dem Continuous Miner und der Band-Übergabestelle hin und her. Da die Abbaumaschine die hereingewonnenen Kohlen nur begrenzt speichern kann, sind mehrere Fahrzeuge pro Betrieb erforderlich. In der Regel pendeln zwei bis drei Fahrzeuge zwischen einer Abbaumaschine und der Bandaufgabestation. Um die Kohle auf die Ladefläche zu laden, fährt der Pendelwagen von einer Seite hinter den Continuous Miner. Dort wird die Kohle auf den internen Kettenförderer aufgebracht und mit dem Kettenförderer bis zum anderen Ende des Fahrzeugs gefördert. Um eine gleichmäßige Beladung zu erreichen, wird der Förderer mit einer langsamen Geschwindigkeit beladen. Nachdem das Fahrzeug beladen ist, wird es zur Bandaufgabestation gefahren und mittels des Kettenförderers entladen. Beim Entladen wird der Kettenförderer dann mit einer hohen Geschwindigkeit betrieben. Dadurch wird die Entladezeit minimiert.